# Michele Bologna
Michele Bologna (Somma Vesuviana, 29 settembre 1647 – Amalfi, 24 febbraio 1731) è stato un arcivescovo cattolico italiano.

## Biografia
Nato a Somma Vesuviana il 29 settembre 1647, il 16 ottobre 1663 professò i voti nella congregazione dei chierici regolari teatini. 
Il 6 marzo 1690 fu nominato vescovo di Isernia da papa Alessandro VIII. Ricevette l'ordinazione episcopale il 12 marzo successivo dal cardinale Pietro Francesco Orsini (futuro papa Benedetto XIII) nella chiesa di Santa Maria della Concezione in Campo Marzio. L'11 dicembre 1698 si dimise dal governo della diocesi molisana. 
Il 14 marzo 1701 fu nominato arcivescovo metropolita di Amalfi da papa Clemente XI. Resse l'arcidiocesi fino al 24 febbraio 1731, giorno della sua morte.

## Genealogia episcopale
La genealogia episcopale è:
- Cardinale Scipione Rebiba
- Cardinale Giulio Antonio Santori
- Cardinale Girolamo Bernerio, O.P.
- Arcivescovo Galeazzo Sanvitale
- Cardinale Ludovico Ludovisi
- Cardinale Luigi Caetani
- Cardinale Ulderico Carpegna
- Cardinale Paluzzo Paluzzi Altieri degli Albertoni
- Papa Benedetto XIII
- Arcivescovo Michele Bologna, C.R.